# FK Akjaïyk Oural
Maillots
Le Akjaïyk Oural Fýtbol Klýby (en kazakh : Ақжайық Орал футбол клубы, transcription en français : Aqjaïyq Oral Foûtbol Kloûby), plus couramment abrégé en Akjaïyk Oural, est un club kazakh de football fondé en 1968 et basé dans la ville d'Oural.

## Historique
Le club est fondé en 1968 sous le nom Ouralets. Il prend ensuite le nom Ouralets-Arma en 1993, Janguir en 1995, Naryne en 1998, Batys en 1999 et Akjaïyk en 2004.
Le club remporte en 2015 la seconde division kazakhe, ce qui constitue son premier titre national.

## Bilan sportif

### Palmarès
| Compétitions nationales                                                                             |
| --------------------------------------------------------------------------------------------------- |
| - Coupe du Kazakhstan : - Finaliste : 2022. - Championnat du Kazakhstan D2 (1) : - Champion : 2015. |

### Bilan par saison
Légende
- Vice-champion ou finaliste de la compétition
- Promotion en division supérieure
- Relégation en division inférieure

| Saison    | Championnat       | Championnat       | Championnat       | Championnat       | Championnat       | Championnat       | Championnat       | Championnat       | Championnat       | Championnat       | Coupe d'URSS        |
| Saison    | Division          | Pos               | Pts               | J                 | V                 | N                 | D                 | BP                | BC                | Diff              | Coupe d'URSS        |
| --------- | ----------------- | ----------------- | ----------------- | ----------------- | ----------------- | ----------------- | ----------------- | ----------------- | ----------------- | ----------------- | ------------------- |
| 1968      | 3e Kazakhstan     | 11e               | 35                | 40                | 14                | 7                 | 19                | 45                | 54                | -9                | —                   |
| 1969      | 3e Kazakhstan     | 12e               | 41                | 40                | 13                | 15                | 12                | 40                | 46                | -6                | —                   |
| 1970      | 4e Kazakhstan     | 14e               | 18                | 30                | 6                 | 6                 | 18                | 28                | 47                | -19               | —                   |
| 1971-1979 | Championnat local | Championnat local | Championnat local | Championnat local | Championnat local | Championnat local | Championnat local | Championnat local | Championnat local | Championnat local | —                   |
| 1980      | 3e Zone 7         | 16e               | 24                | 38                | 9                 | 6                 | 23                | 22                | 72                | -50               | —                   |
| 1981      | 3e Zone 7         | 17e               | 21                | 36                | 7                 | 7                 | 22                | 24                | 72                | -48               | —                   |
| 1982      | 3e Zone 8         | 19e               | 13                | 36                | 3                 | 7                 | 26                | 18                | 77                | -59               | —                   |
| 1983-1988 | Championnat local | Championnat local | Championnat local | Championnat local | Championnat local | Championnat local | Championnat local | Championnat local | Championnat local | Championnat local | —                   |
| 1989      | 3e Zone 8         | 6e                | 8                 | 34                | 2                 | 4                 | 28                | 16                | 72                | -56               | —                   |
| 1990      | 4e Zone 8         | 18e               | 18                | 36                | 7                 | 4                 | 25                | 25                | 67                | -42               | —                   |
| 1991      | 4e Zone 8         | 17e               | 18                | 36                | 8                 | 2                 | 26                | 39                | 71                | -32               | —                   |
| Saison    | Championnat       | Championnat       | Championnat       | Championnat       | Championnat       | Championnat       | Championnat       | Championnat       | Championnat       | Championnat       | Coupe du Kazakhstan |
| Saison    | Division          | Pos               | Pts               | J                 | V                 | N                 | D                 | BP                | BC                | Diff              | Coupe du Kazakhstan |
| 1992      | 1re               | 16e               | 39                | 18                | 13                | 0                 | 5                 | 42                | 17                | +25               | —                   |
| 1993      | 1re               | 15e               | 47                | 24                | 14                | 5                 | 5                 | 41                | 12                | +29               | Huitièmes de finale |
| 1994      | 1re               | 16e               | 21                | 30                | 4                 | 9                 | 17                | 20                | 56                | -36               | Huitièmes de finale |
| 1995      | 2e                | 6e                | 0                 | 10                | 0                 | 0                 | 10                | 4                 | 26                | -22               | —                   |
| 1996      | Club inactif      | Club inactif      | Club inactif      | Club inactif      | Club inactif      | Club inactif      | Club inactif      | Club inactif      | Club inactif      | Club inactif      | Club inactif        |
| 1997      | 2e                | 2e                | 6                 | 4                 | 2                 | 0                 | 2                 | 9                 | 5                 | +4                | —                   |
| 1998      | 1re               | 14e               | 3                 | 26                | 0                 | 3                 | 23                | 11                | 73                | -62               | —                   |
| 1999      | 2e                | 4e                | 1                 | 3                 | 0                 | 1                 | 2                 | 1                 | 3                 | -2                | Quarts de finale    |
| 2000      | 2e                | 4e                | 4                 | 8                 | 1                 | 1                 | 6                 | 3                 | 17                | -14               | —                   |
| 2001      | 2e                | 6e                | 3                 | 4                 | 1                 | 0                 | 3                 | 2                 | 4                 | -2                | —                   |
| 2002      | 2e                | 2e                | 43                | 24                | 13                | 4                 | 7                 | 36                | 24                | +12               | Huitièmes de finale |
| 2003      | 1re               | 16e               | 26                | 32                | 8                 | 2                 | 22                | 25                | 74                | -49               | Huitièmes de finale |
| 2004      | 1re               | 17e               | 25                | 36                | 7                 | 4                 | 25                | 24                | 83                | -59               | Seizièmes de finale |
| 2005      | Club inactif      | Club inactif      | Club inactif      | Club inactif      | Club inactif      | Club inactif      | Club inactif      | Club inactif      | Club inactif      | Club inactif      | Club inactif        |
| 2006      | 2e                | 6e                | 49                | 26                | 16                | 1                 | 9                 | 56                | 31                | +25               | Seizièmes de finale |
| 2007      | 2e                | 2e                | 56                | 22                | 18                | 2                 | 2                 | 57                | 14                | +43               | Seizièmes de finale |
| 2008      | 2e                | 10e               | 31                | 26                | 10                | 1                 | 15                | 35                | 47                | -12               | Huitièmes de finale |
| 2009      | 2e                | 2e                | 52                | 26                | 16                | 4                 | 6                 | 46                | 29                | +17               | Seizièmes de finale |
| 2010      | 1re               | 11e               | 26                | 32                | 7                 | 5                 | 20                | 33                | 58                | -25               | Huitièmes de finale |
| 2011      | 2e                | 4e                | 53                | 32                | 16                | 8                 | 8                 | 54                | 30                | +24               | Huitièmes de finale |
| 2012      | 1re               | 8e                | 34                | 26                | 10                | 4                 | 12                | 34                | 39                | -5                | Huitièmes de finale |
| 2013      | 1re               | 12e               | 19                | 32                | 7                 | 10                | 15                | 37                | 50                | -13               | Quarts de finale    |
| 2014      | 2e                | 5e                | 55                | 28                | 16                | 7                 | 5                 | 46                | 24                | +22               | Seizièmes de finale |
| 2015      | 2e                | 1er               | 53                | 24                | 17                | 2                 | 5                 | 60                | 21                | +39               | Huitièmes de finale |
| 2016      | 1re               | 10e               | 35                | 32                | 11                | 2                 | 19                | 27                | 50                | -23               | Huitièmes de finale |
| 2017      | 1re               | 10e               | 30                | 33                | 7                 | 9                 | 17                | 29                | 47                | -18               | Huitièmes de finale |
| 2018      | 1re               | 12e               | 30                | 33                | 7                 | 9                 | 17                | 31                | 48                | -17               | Huitièmes de finale |
| 2019      | 2e                | 3e                | 55                | 26                | 16                | 7                 | 3                 | 45                | 21                | +24               | Phase de groupes    |
| 2020      | 2e Conférence 2   | 2e                | 23                | 12                | 7                 | 2                 | 3                 | 17                | 12                | +5                | —                   |
| 2021      | 1re               | 9e                | 32                | 26                | 9                 | 5                 | 12                | 25                | 31                | -6                | Phase de groupes    |
| 2022      | 1re               | 14e               | 25                | 26                | 6                 | 7                 | 13                | 19                | 31                | -12               | Finale              |

## Personnalités du club

### Présidents du club
- Rashid Khousnoutdinov

### Entraîneurs du club
- Boris Zhouravliov (2003 - 2004)
- Bauyrzhan Baimoukhammedov (2006)
- Andreï Tchernychov (29 janvier 2010 - 30 juin 2011)
- Jozef Škrlík (16 février 2012 - 31 décembre 2012)
- Poghos Galstian (27 février 2013 - 4 juin 2013)
- Ljupko Petrović (14 juillet 2013 - juillet 14, 2014)
- Sergueï Volgine (14 juillet 2014 - 17 juin 2015[4])
- Talgat Baysoufinov (17 juillet 2015 - ?)[5]
- Artur Avakiants (2016 - ?)
- Vakhid Masoudov (2016 - décembre 2017)
- Volodymyr Mazyar (17 décembre 2017 - 15 mai 2018)